# La Clé de verre (film, 1935)
Pour le remake de 1942, voir La Clé de verre (film, 1942).
Pour le roman initial, voir La Clé de verre.
Pour plus de détails, voir Fiche technique et Distribution.
La Clé de verre (The Glass Key) est un film noir américain réalisé par Frank Tuttle, sorti en 1935.
Il s'agit de la première adaptation du roman du même nom de Dashiell Hammett (1931). Un remake sera tourné en 1942, avec Alan Ladd et Veronica Lake. 

## Synopsis
Après dix ans d'une vie criminelle, le leader politique Paul Madvig veut se réformer et entrer en campagne pour la réélection du sénateur John T. Henry. Paul souhaite épouser Janet, la fille du sénateur, mais elle le repousse. Le sénateur a également un fils, Taylor, un joueur compulsif qui s'intéresse à la fille de Paul, Opal. Paul a de nombreux ennemis, dont Shad O'Rory, le propriétaire d'un casino, qu'il avait menacé d'expulser de la ville. Quand Taylor est retrouvé mort, Shad se rend dans un journal et dit que Madvig était sur les lieux du crime. Face à cela, l'escroc Ed Beaumont va risquer sa vie pour prouver l'innocence de Paul, son ami et bras droit...

## Fiche technique
- Titre : La Clé de verre
- Titre original : The Glass Key
- Réalisateur : Frank Tuttle
- Production : E. Lloyd Sheldon
- Société de production et de distribution : Paramount Pictures
- Scénario : Kathryn Scola, Kubec Glasmon, Harry Ruskin, d'après le roman La Clé de verre de Dashiell Hammett (1931)
- Photographie : Henry Sharp
- Montage : Hugh Bennett
- Pays d'origine: États-Unis
- Langue : anglais
- Genre : film noir
- Format : noir et blanc - 1.37:1 - Son : Mono (Western Electric Noiseless Recording)
- Durée : 80 min
- Dates de sortie :
  -  États-Unis : 15 juin 1935
  -  France : 3 janvier 1936
- Affiche : Roger Soubie (France)

## Distribution
- George Raft : Ed Beaumont
- Edward Arnold : Paul Madvig
- Claire Dodd : Janet Henry
- Rosalind Keith : Opal Madvig
- Charles Richman : le sénator John T. Henry
- Robert Gleckler : Shad O'Rory
- Guinn Williams : Jeff
- Ray Milland : Taylor Henry
- Tammany Young : Clarkie
- Emma Dunn : Mom Madvig
- Charles C. Wilson : le District Attorney Edward J. Farr
- George Reed : le domestique noir (non crédité)

## Commentaires
Le remake de 1942 réalisé par Stuart Heisler est généralement considéré comme meilleur ; le cinéaste Akira Kurosawa aurait déclaré s'en être inspiré pour son film Le Garde du corps (Yojimbo, 1961).